# Josef Blekta
Josef Blekta (21. prosince 1882, Podolí u Bouzova – 7. listopadu 1960, Plumlov) byl český pedagog, badatel, muzejník, popularizátor několika vědních oborů.
Narodil se jako prvorozený syn sedláka, jehož rodové kořeny sahaly do rytířského rodu Blektů z Útěchovic.

## Vzdělání
V roce začal 1895 studovat Slovanské gymnasium v Olomouci a v roce 1901 na něm maturoval. V letech 1903–1904 absolvoval učitelský ústav v Přerově a po jeho ukončení započal svoji plodnou pedagogickou kariéru.

## Pedagogická činnost
Na své první učitelské místo – místo podučitele nastoupil na Obecné škole v Čechách pod Kosířem. Hned v následujícím roce přešel na dívčí měšťanskou školu do Prostějova a zároveň se stal tajemníkem okresního školního výboru. V roce 1908 dosáhl aprobace z přírodních věd a byl ustanoven odborným učitelem na chlapecké měšťance v Prostějově. Na ní působil až do roku 1926.
Přestávku v jeho pedagogické činnosti způsobila první světová válka. Své vzpomínky na válečné roky, na pobyt v Itálii uveřejnil v roce 1928 v sedmnácti fejetonech v Národních listech pod titulem „Jak dokonávalo Rakousko“. Ke své učitelské práci se vrátil po válce. V letech 1926–1932 byl pověřen vedením správy I. dívčí měšťanské školy na Komenského třídě. Kromě činnosti na měšťanských školách vyučoval Josef Blekta rovněž na živnostenských pokračovacích odborných školách krejčovské a kovodělné, v letech 1924–1932 byl správcem odborné pokračovací školy stavební v Prostějově.
V roce; 1932 opustil Prostějov, byl jmenován ředitelem měšťanské školy v Plumlově. Obecní kronika uvádí, že při jeho nástupu měla škola čtyřiadvacetitisícový dluh. Ten se novému řediteli brzy podařilo vyrovnat a navíc během sedmi let vybavil školu novým nábytkem a učebními pomůckami a před školou vybudoval okrasný „tratoár“. Svůj zájem a čas dělil Josef Blekta mezi školy, v nichž učil, mezi přírodovědnou i historickou badatelskou práci v regionu, a mezi popularizaci výsledků svých aktivit pro veřejnost.

## Společenská a badatelská činnost
Věnoval se aktivně i společenskému dění. Byl činný v Sokole, jeho funkce předsedy okrašlovacího a zalesňovacího spolku v sobě spojovala zájem veřejný i jeho odbornost. Blektův odborný záběr byl obdivuhodně široký. Současní badatelé stále využívají výsledky jeho průzkumů Plumlovska, ať již botanických, geologických či archeologických. Pracoval velmi aktivně ve funkci konzervátora ministerstva školství pro ochranu přírody, shromažďoval podklady pro vyhlášení řady chráněných území na Plumlovsku.

## Působení vPlumlově
Drobnosti z historie Plumlovska a přírodní zajímavosti z regionu popularizoval v řadě příspěvků v denním tisku (především v Hlasech z Hané, Hlasu lidu, v olomoucké Stráži lidu a dalších). Své poslední drobné práce publikoval ještě v polovině 50. let. Rok 1939 znamenal v životě Josefa Blekty zlom, ukončení jeho plodné učitelské kariéry a odchod do výslužby. Badatelské a popularizační činnosti se věnoval dále.

## Krajinské museum vPlumlově
Po roce 1945 se s velkou píli věnoval budování Krajinského musea umístěného v budově plumlovského zámku. Získával a nakupoval pro něj sbírky, uspořádával je, adjustoval, expozicí prováděl i návštěvníky (za 10 let jich prošlo Krajinským museem přes 35 000). Přes veškeré zásluhy, které za vybudování této sbírky měl (a přes veškerá ocenění, která dostal za svou pedagogickou činnost), v závěru svého života pocítil nevděk společnosti. Z funkce kustoda byl v polovině padesátých let, ve svých 74 letech, odvolán.
Zemřel v ústraní v Plumlově dne 7. 11. 1960.